# Šanghajski muzej
Šanghajski muzej je občinski javni muzej starodavne kitajske umetnosti, ki stoji na Ljudskem trgu v okrožju Huangpu v Šanghaju na Kitajskem. Financira ga Šanghajski občinski urad za kulturo in turizem.
Obnovljen na sedanji lokaciji leta 1996, je znan po svoji veliki zbirki redkih kulturnih predmetov.

## Zgodovina
Muzej je bil ustanovljen leta 1952 in je bil prvič odprt za javnost v nekdanji klubski hiši šanghajskega dirkališča, zdaj na naslovu West Nandžing Road 325. Ustanovne zbirke so prihajale predvsem iz treh virov: zbirke artefaktov, ki jih je komunistična 3. poljska armada zbrala med državljansko vojno iz naključnih najdb in zaplemb zasebne lastnine ter jih po komunističnem osvajanju mesta prinesla v Šanghaj; artefaktov, ki jih je zasegla carina; predmetov, ki so jih zasebni zbiratelji prodali zaradi političnega pritiska med političnimi čistkami in jih je kupila vlada. Nekdanji Šanghajski mestni muzej je bil prav tako združen z novim Šanghajskim muzejem.
V naslednjih nekaj letih so se muzejske zbirke še dodatno obogatile z drugimi zasebnimi in institucionalnimi zbirkami v Šanghaju, vključno z zbirko nekdanjega Šanghajskega muzeja Kraljevega azijskega društva, ki so bile preseljene v muzej, ko so 'tuje' institucije v 1950-ih postopoma zapuščale mesto. Leta 1959 se je muzej preselil v stavbo Džonghui na naslovu South Henan Road 16, v kateri so bile zavarovalnice in bančne pisarne. Med kampanjo zbiranja kovin v okviru Velikega skoka naprej je Šanghajski muzej sodeloval pri reševanju bronastih predmetov iz kovine, ki so bili zaseženi ali podarjeni in poslani v taljenje. Pred kulturno revolucijo se je oblikovala tradicija, po kateri so bogati šanghajski zbiratelji letno darovali muzeju.
Delo muzeja se je zaradi kulturne revolucije v veliki meri ustavilo. Po koncu revolucije so se zbirke kot enega najpomembnejših kitajskih muzejev še naprej bogatile z donacijami, vladnimi nakupi in pomembnimi najdbami iz arheoloških izkopavanj.
Rast zbirk je močno obremenila utesnjene prostore. Zaradi svoje vloge pri zagotavljanju velikega, namensko zgrajenega doma naj bi Šanghajski muzej velik del svojega sedanjega obstoja dolgoval Ma Čengjuanu, njegovemu direktorju od leta 1985 do upokojitve leta 1999. Ko je bil nov muzej leta 1992 izpuščen iz petletnega načrta obnove Šanghaja, je Ma lobiral pri županu Huang Džuju za njegovo obnovo. Ko si je ogledal dotrajane sobe stavbe Džonghui, se je Huang strinjal, da dodeli odlično lokacijo na Ljudskem trgu, vendar je moral muzej zbrati lastna sredstva za gradnjo. Ma je z oddajo stare stavbe hongkonškemu razvijalcu zbral 25 milijonov ameriških dolarjev. Prav tako je veliko potoval v tujino, da bi zbiral donacije, predvsem od šanghajske diaspore, ki je po komunistični revoluciji pobegnila v Hongkong, in zbral še 10 milijonov dolarjev. Denarja je še vedno primanjkovalo, a je na koncu od mestne vlade dobil še 140 milijonov juanov za dokončanje stavbe.
Gradnja sedanje stavbe se je začela avgusta 1993. Otvoritev je bila 12. oktobra 1996 in je bila deležna širokega odobravanja. Visoka je 29,5 metra s petimi nadstropji, skupna površina pa znaša 39.200 m2.[1]
Stavbo, ki jo je zasnoval lokalni arhitekt Šing Tonghe, je zasnovana v obliki starodavne bronaste posode za kuhanje, imenovane ding. Pravijo, da je navdih za zasnovo dal prav Da Ke ding, ki je zdaj razstavljen v muzeju. Stavba ima okrogel vrh in kvadratno podlago, kar simbolizira starodavno kitajsko dojemanje sveta kot »okroglo nebo, kvadratna zemlja« (kitajsko: 天圆地方).

## Zbirke
Muzej ima zbirko več kot 120.000 kosov, vključno z bronastimi predmeti, keramiko, kaligrafijo, pohištvom, žadom, starodavnimi kovanci, slikami, pečati, skulpturami, umetnostjo manjšin in tujo umetnostjo. Šanghajski muzej hrani več predmetov nacionalnega pomena, vključno z enim od treh ohranjenih primerkov 'prozornega' bronastega ogledala iz dinastije Han.

## Razstave
Ima enajst galerij in tri posebne dvorane za začasne razstave. Stalne razstave so:
- Galerija starodavnih kitajskih bronastih skulptur
- Galerija starodavnih kitajskih kipov
- Galerija starodavne kitajske keramike
- Galerija starodavnega kitajskega žada
- Galerija starodavnega kitajskega slikarstva
- Galerija starodavne kitajske kaligrafije
- Galerija starodavnih kitajskih pečatov
- Galerija starodavne kitajske numizmatike
- Galerija kitajskega pohištva v dinastijah Ming in Čing
- Galerija umetnosti in obrti kitajskih manjšin

- Posoda Jou z vzorcem cikcakastega groma, zgodnja dinastija Džov
- Porcelanski izdelki Ru iz severne dinastije Song
- Pohištvo in razporeditev prostorov v slogu dinastije Ming
- Barvno lakirana maska Tiaošen (跳神) tibetanske narodnosti
- Sogdijec na kameli, v slogu Sancai, dinastija Tang
- Da Ke ding, iz poznega zahodnega Džova
- Ši zun (牺尊), iz obdobja pomladi in jeseni
- Bjendžong markiza Suja iz Džina, iz zahodnega Džova
- Kaligrafija na okrogli pahljači cesarja Huizonga iz Songa
- Skulptura leva

### Numizmatične zbirke
Muzej ima pomembno zbirko starodavnih kovancev s Svilne ceste, ki sta jih od leta 1991 darovala Linda in Roger Doo. Zbirka vsebuje 1783 kosov, ki so jih Grki podarili Mongolskemu cesarstvu.[10]

## Izbrane publikacije
Galerija starodavne kitajske keramike Šanghajski muzej. Šanghaj: Založba Shanghai Classics Publishing House, 1996. (angleška in mandarinško-kitajška izdaja.) ISBN 7-5325-1721-7